# Al-Andalus (álbum)
Al-Andalus es el séptimo álbum en la carrera del roquero español Miguel Ríos, publicado en 1977. Fue grabado en los Estudios Kirios por Pepe Loeaches y Fonogran por Tino Azores y José Torrano y mezclado en los Estudios Kirios por Pepe Loeaches y Sarm Studios por Gary Langan. Los arreglos estuvieron a cargo de Luis Fornés, las mezclas por Pepe Loeches y la producción a cargo de Juan Luis Izaguirre y Miguel Ríos.  

## Lista de canciones
1. "Al-Andalus" (Antonio Mata Valero, Miguel Ríos, Rafiq Hbayka) - 4:53
2. "Azahara" (Antonio Mata Valero, Miguel Ríos, César Fornés) - 8:43
3. "Un día en Mojácar" (Miguel Ríos, Luis Fornés) - 5:53
4. "Balada de la alondra y el gavilán" (Antonio Mata Valero, Andrés Peña Olaegui) - 6:40
5. "El cinco a las cinco" (Fernando Miranda, Luis Fornés Berlanga, Miguel Ríos) - 3:03
6. "Guadalquivir" (Antonio Mata Valero, Luis Cobo Manglis, Miguel Ríos) - 4:46
7. "La blanca oscuridad" (Margaret Watty, Miguel Ríos, Francisco Tárrega) - 4:05

## Músicos del disco
- Miguel Ríos: Voz
- Luis Fornés: Teclados y arreglos de cuerda
- Cesar Fornés: Guitarras
- Tito Herrero: Batería
- Tony Aguilar: Bajo
- Kamel Missaghian: Percusión
- Jorge Pardo: Flauta
- Andrés Olaegui: Guitarras
- Álvaro Yebenes: Bajo
- Samia y Sabef: voces típicas árabes
- Luis Cobo "Manglis": Guitarra en el tema "Guadalquivir"
- Raquel: voces

- Datos: Q5661666